# Велика пожежа в Стрию (1886)

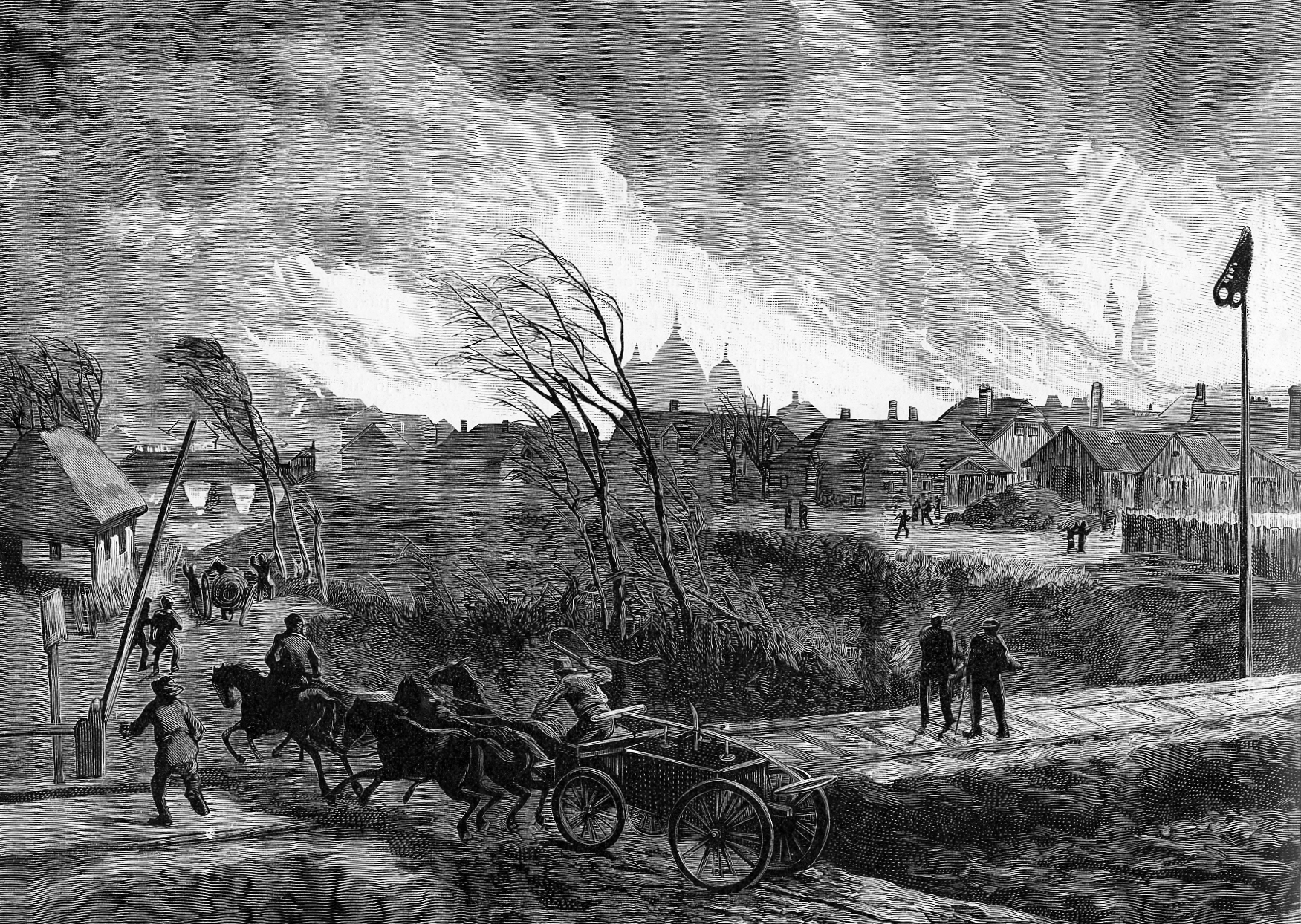
Велика пожежа в Стрию, 1886 рік

Велика пожежа в Стрию — катастрофічна пожежа, яка відбулась 17 квітня 1886 року в Стрию на Галичині, що повністю знищила місто.

## Виникнення і перебіг пожежі
Стрий, який був місцем відпочинку львівської шляхти, що мала свої вілли в місті, впав 17 квітня 1886 року жертвою великої пожежі, яка повністю поглинула майже все місто. Як повідомляється тодішньою пресою , джерело вогню могла бути перевернута під час забою свиней гасова лампа. Це викликало пожежу в будинку, яка через декілька годин поширилась по всьому району, а потім і по решту міста. Вночі та на наступний день згоріло близько 1000 будинків, включаючи всі громадські будівлі. Сильний вітер сприяв швидкому поширенню полум'я. Неадекватне обладнання місцевої пожежної команди не дозволяло ефективно боротися з цим вогнем. Жителі, разом з їх врятованими речами, шукали притулку в місцевому католицькому костелі, сподіваючись, що його кам'яна споруда захистить їх від пекла, яке зжирало місто. Проте, коли полум'я потрапило до храму, виникла потреба в примусовій евакуації містян, що знаходились всередині. Падаюча палаюча костольна вежа провалилась всередину, поховавши під собою близько 20 людей живцем. Вогонь поглинув всі громадські будівлі міста, а разом з ними — місцеві архіви та міські каси, де температура полум'я призвела до плавлення сейфів. У стінах палаючої в'язниці 14 засуджених вчаділи, перш ніж вони були звільнені з полону. Місцевий рабин, якому було довірено опікуватись допомогою на суму 50000 гульденів для потреб єврейських сиріт, втратив їх повністю у вогні. Місцева єврейська громада, яка на той час святкувала Песах, зазнала найбільших втрат, оскільки, згідно з єврейськими релігійними заповідями, євреї під час Песах не можуть виконувати ніякої роботи, включаючи рятування власності від пожежі. Місцеві євреї спочатку шукали притулку в синагозі, і, коли вогонь спопелив і її, разом з іншими жителями Стрия вони шукали порятунку на лугах навколо міста, де вони присвятили себе молитвам.

## Розграбування міста та матеріальні збитки
На звістку про вогонь, навколишні селяни приїхали до палаючого міста, розкрадати майно. Це призвело до боїв з погорільцями, які намагалися захистити свою власність від селянського натовпу. Деякі селяни увірвалися в винний магазин, і від оп'яніння заснули на місці, в результаті вмерши в полум'ї. Лише через декілька днів вдалось погасити пожежу. Матеріальні збитки оцінювалися в 7 мільйонів гульденів, з яких приблизно в 3 мільйони оцінювались збитки від згорівших будівель.